# سنجاب پرنده منتاوی
سنجاب پرنده منتاوی (نام علمی: Iomys sipora) نام یک گونه از سرده سنجاب‌های پرنده اندونزی است.